# Czartowo (Przelewice)
Czartowo (deutsch Teufelsdamm) ist ein Wohnplatz in der Woiwodschaft Westpommern in Polen. Er gehört zur Gmina Przelewice (Gemeinde Prillwitz) im Powiat Pyrzycki (Pyritzer Kreis).
Der Wohnplatz liegt in Hinterpommern, etwa 50 km südöstlich von Stettin und etwa 15 km östlich der Kreisstadt Pyritz.
Bei der Volkszählung im Deutschen Reich 1871 wurde das „Etablissement Teufelsdamm“ als ein Wohnplatz der Landgemeinde Rosenfelde erfasst. Damals wurden hier 6 Einwohner in 1 Wohnhaus gezählt.
Der Ortsname dürfte sich von der Landschaftsbezeichnung „Teufelsdamm“ für eine kleine langgestreckte Erhebung ableiten, welche den Großen Plönesee vom Kleinen Plönesee bis auf einen schmalen Wasserlauf trennte. Seit der Mitte des 19. Jahrhunderts vorgenommenen Absenkung des Wasserspiegels und der weitgehenden Trockenlegung des Kleinen Plönesees liegt er am südöstlichen Ende des Plönesees.
Bis 1945 lag Teufelsdamm in der Gemeinde Rosenfelde und gehörte mit dieser zum Landkreis Pyritz in der preußischen Provinz Pommern. Teufelsdamm wurde amtlich nicht mehr als besonderer Wohnplatz geführt, war aber auf dem  Messtischblatt als „Teufelsdamm“ eingetragen.
Nach dem Zweiten Weltkrieg kam Teufelsdamm, wie ganz Hinterpommern, an Polen. Es erhielt den polnischen Ortsnamen „Czartowo“.